# Ludwik IV (wielki książę Hesji)
Ludwik IV (wielki książę Hesji) (niem. Friedrich Wilhelm Ludwig Karl von Hessen und bei Rhein, ur. 12 września 1837 w Bessungen, zm. 13 marca 1892 w Darmstadt) – wielki książę Hesji w latach 1877–1892.

## Życiorys
Ludwik był najstarszym synem Karola z Hesji-Darmstadt (1809–1877) i księżniczki pruskiej Elżbiety (1815–1885), córki Wilhelma Pruskiego (1783–1851) oraz księżniczki Marii Anny (1785–1846). Ojciec Ludwika był młodszym bratem wielkiego księcia Ludwika III, który nie miał dzieci. Sam mógł zostać następcą Ludwika III, ale zrezygnował z sukcesji na rzecz syna ze względów zdrowotnych.
Wraz z młodszym bratem Henrykiem rozpoczął szkolenie wojskowe w 1854 roku, a w dwa lata później obaj bracia rozpoczęli studia na uniwersytetach w Getyndze i Gießen. Matka obu książąt zadecydowała o tym, że rozpoczęli służbę w armii pruskiej, choć mogli, podobnie jak stryj książę Aleksander, w armii austro-węgierskiej. W latach 1863–1877 Ludwik był członkiem pierwszej izby stanów Wielkiego Księstwa Hesji. W 1869 towarzyszył księciu Fryderykowi Wilhelmowi w podróży na Bliski Wschód, oraz między innymi w uroczystym otwarciu Kanału Sueskiego. W czasie wojny prusko-austriackiej w 1866 roku był dowódcą 2 Heskiej Brygady Piechoty. W czasie wojny francusko-pruskiej walczył pod Gravelotte niedaleko Metz oraz pod Orleanem jako dowódca Heskiego regimentu.
Po śmierci stryja, wielkiego księcia Ludwika III, książę Ludwik w 1877 roku został kolejnym wielkim księciem jako Ludwik IV. W niecały rok po objęciu tronu zmarła na błonicę wielka księżna Alicja. Za panowania Ludwika IV rząd Wielkiego Księstwa Hesji, pod przewodnictwem Juliusa Rincka von Starcka i Jakoba Fingera, prowadził liberalną politykę.

## Książęcy styl
Ludwik IV nie posiadał wielkich prerogatyw politycznych. Był całkowicie kontrolowany przez parlament. Jego obowiązki ograniczały się właściwie do funkcji reprezentacyjnych. Swój czas wielki książę poświęcał swojej wielkiej pasji – wojsku. Lubił polowanie i inne proste przyjemności. W przeciwieństwie do żony, osoby aktywnej i wykształconej, prowadził życie niewyszukane, raczej w duchu mieszczańskim niż książęcym.

## Odznaczenia
Do 1879:
- Krzyż Wielki Orderu Ludwika (Hesja)
- Order Lwa Złotego (Hesja)
- Krzyż Wielki Orderu Filipa Wspaniałomyślnego z Mieczami (Hesja)
- Krzyż Zasługi Wojskowej (Hesja)
- Odznaka Honorowa Wojskowa za 25 lat służby (Hesja)
- Odznaka Służby Polowej (Hesja)
- Brązowa Odznaka dla Kombatantów za Wojnę z Francją 1870-71 (Cesarstwo Niemieckie)
- Order Podwiązki (Wielka Brytania)
- Order Orła Czarnego z Łańcuchem (Prusy)
- Krzyż Wielki Orderu Orła Czerwonego (Prusy)
- Order Królewski Hohenzollernów z Łańcuchem (Prusy)
- Order Pour le Mérite (Prusy)
- Krzyż Żelazny I i II Klasy (Prusy)
- Order Wierności (Badenia)
- Krzyż Wielki Orderu Lwa Zeryngeńskiego (Badenia)
- Order Świętego Huberta (Bawaria)
- Wielka Wstęga Orderu Leopolda (Belgia)
- Odznaka Obywatelska I Klasy (Belgia)
- Krzyż Wielki Orderu Henryka Lwa (Brunszwik)
- Order Słonia (Dania)
- Krzyż Wielki Orderu Zbawiciela (Grecja)
- Krzyż Wielki Orderu Świętych Maurycego i Łazarza (Włochy)
- Order Korony Wendyjskiej z Łańcuchem (Meklemburgia-Schwerin)
- Krzyż Zasługi Wojskowej II Klasy (Meklemburgia-Strelitz)
- Krzyż Wielki Orderu Lwa Złotego (Nassau)
- Order Zasługi z Łańcuchem (Oldenburg)
- Order Wieży i Miecza z Łańcuchem (Portugalia)
- Order Świętego Andrzeja (Rosja)
- Order Świętego Aleksandra Newskiego (Rosja)
- Order Orła Białego (Rosja)
- Order Świętej Anny I Klasy (Rosja)
- Order Świętego Jerzego III Klasy (Rosja)
- Order Korony Rucianej (Saksonia)
- Krzyż Wielki Orderu Ernestyńskiego (Saksonia)
- Order Osmana I Klasy (Turcja)
- Krzyż Wielki Orderu Korony (Wirtembergia)
- Krzyż Wielki Orderu Waleczności (Bułgaria)[4]

## Małżeństwo i rodzina

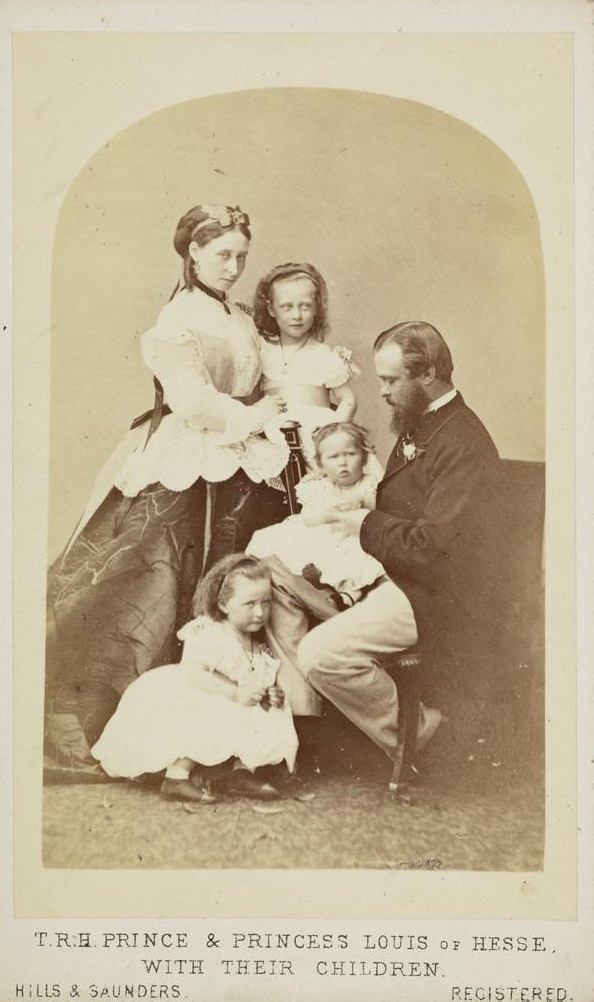
Ludwik z żoną i córkami Wiktorią, Elżbietą i Ireną

Książę Ludwik 1 lipca 1862 r. ożenił się z Alicją Koburg, córką królowej Wiktorii, która otrzymała tytuł księżnej Hesji i Renu. Razem z żoną zamieszkał w rezydencji w Darmstadt. Z tego związku urodziło się siedmioro dzieci:
- Wiktoria (1863–1950), żona Ludwika Battenberga, markiza Milford Haven (1854–1921),
- Elżbieta (1864–1918), jako Elżbieta Fiodorowna żona Sergieja Aleksandorowicza, wielkiego księcia rosyjskiego (1857–1905) – syna cara Aleksandra II,
- Irena (1866–1953), żona Henryka Pruskiego (1862-1929), syna króla Fryderyka III,
- Ernest Ludwik (1868–1937), wielki książę Hesji i Renu,
- Fryderyk (1870–1873),
- Alicja (1872–1918), ostatnia carowa Rosji jako Aleksandra Fiodorowna – żona cara Mikołaja II,
- Maria (1874–1878) – zmarła na dyfteryt.

30 kwietnia 1884 r. wielki książę Ludwik zawarł morganatyczne małżeństwo z hrabianką Aleksandrą von Hutten-Czapską (1854–1941), córką hrabiego Adama von Hutten-Czapskiego, która po ślubie otrzymała tytuł hrabiny von Romrod. Małżeństwo zostało unieważnione 9 lipca 1884 roku.